# Panióniosz GSZZ PAE
A Panióniosz GSZZ (görögül: Πανιώνιος Γυμναστικός Σύλλογος Σμύρνης ΠΑΕ, magyar átírásban: Panióniosz Gimnasztikósz Szílogosz Zmírnisz PAE, nemzetközi nevén: Panionios FC) egy görög labdarúgócsapat, székhelye Athén Néa Zmírni (Új Szmirna) kerületében található.
Az egyik legrégebbi görög labdarúgócsapat, 1890-ben alapították a Törökország területén elhelyezkedő Zmírnában (Szmirna, ma: İzmir). Története során eddig 2 alkalommal hódította el a görög kupát.
A Panióniosz GSZZ PAE a Panióniosz sportegyesület labdarúgó-szakosztálya.

## Korábbi elnevezései
- 1890–2001: Panióniosz
- 2001–2004: Néosz Panióniosz

2004 óta újra Panióniosz jelenlegi nevén szerepel.

## Sikerei

### Nemzeti
- Görögkupa-győztes:

2 alkalommal (1979, 1998)

## Eredményei

### Európaikupa-szereplés

#### Összesítve
| Kupa                              | J  | Gy | D | V  | Rg | Kg |
| --------------------------------- | -- | -- | - | -- | -- | -- |
| Kupagyőztesek Európa-kupája (KEK) | 10 | 6  | 0 | 4  | 15 | 15 |
| UEFA-kupa                         | 21 | 7  | 1 | 13 | 21 | 38 |
| Intertotó-kupa                    | 4  | 1  | 0 | 3  | 3  | 4  |
| Összesítve                        | 35 | 14 | 1 | 20 | 39 | 57 |

## Játékosok

### A Panióniosz korábbi magyar játékosai
- Tóth Norbert
- Pogacsics Krisztián

## Külső hivatkozások
- A Panióniosz hivatalos honlapja Archiválva 2018. június 20-i dátummal a Wayback Machine-ben (görögül)
- A Panióniosz adatlapja az uefa.com-on (angolul)